# Єлпін
Єлпін (вірм. Ելփին) — село в марзі Вайоц-Дзор, на півдні Вірменії. Село розташоване на трасі Єреван — Степанакерт, за 24 км на захід від Єхегнадзора, поруч з селом Чіва та селом Зангакатун сусіднього марзу Арарат.

## Історія
Село було засноване в 1828 році, після російсько-перської війни 1826-1828 рр. Засновниками були етнічні вірмени з перських регіонів Хой і Салмаст. Хоча територія Єлпіна була заселена ще з Кам'яної доби, свідоцтва чого зберігаються в етнографічному музеї Єхегнадзору.

## Культура
Село оточене монастирями і об'єктами культурної спадщини. На північному заході від села розташовані залишки середньовічного замку, за 10 км від них оброблені надгробні камені. По ґрунтовій дорозі в Агавнадзор знаходяться залишки поселення Гешін, які відомі своїми печерами.